# Penten
Penten je souhrnné označení navzájem izomerních alkenů se sumárním vzorcem C5H10. Existuje celkem šest takových látek, které se liší polohou dvojné vazby, rozvětveností či nerozvětveností uhlíkového řetězce a cis/trans izomerií.

## Izomery s nerozvětveným řetězcem
Pent-1-en vzniká jako vedlejší produkt krakování ropy a také při výrobě ethenu a propenu tepelným krakováním jednotlivých uhlovodíkových frakcí.
Pent-2-en má dva izomery, cis-pent-2-en a trans-pent-2-en. Cis-pent-2-en se používá k metatezi alkenů.

## Rozvětvené izomery
K rozvětveným izomerům pentenu patří 2-methylbut-1-en, 3-methylbut-1-en a 2-methylbut-2-en (též nazývaný isoamylen). Isoamylen je, společně s isobutenem, surovinou používanou při výrobě palivových aditiv terc-butyl-methyletheru (MTBE) a terc-amyl-methyletheru (TAME).